# Tritophia magnifica
Tritophia magnifica är en fjärilsart som beskrevs av Rangnow. 1935. Tritophia magnifica ingår i släktet Tritophia och familjen tandspinnare. Inga underarter finns listade i Catalogue of Life.